# Renata Nielsen
Renata Nielsen (Dinamarca, 18 de mayo de 1966) fue una atleta danesa, especializada en la prueba de salto de longitud en la que llegó a ser medallista de bronce mundial en 1993.

## Carrera deportiva
En el Mundial de Stuttgart 1993 ganó la medalla de bronce en salto de longitud, con un salto de 6.76 metros, quedando en el podio tras la alemana Heike Drechsler (oro con 7.11 metros) y la ucraniana Larysa Berezhna (plata con 6.98 metros).